# Catwoman (film)
Catwoman è un film del 2004 diretto da Pitof.
Il film è stato adattato da John D. Brancato, Michael Ferris e John Rogers da una storia di Theresa Rebeck, John D. Brancato e Michael Ferris. Basato sull'omonimo personaggio di DC Comics, ma il film non fa parte dell'universo cinematografico della DC. Infatti la sceneggiatura si discosta completamente dalla storia originale di Catwoman: nel film l'alter ego del personaggio non si chiama Selina Kyle bensì Patience Philips e non vive a Gotham City, ma a New York.
Il film venne accolto da critiche molto negative e fu un insuccesso commerciale. Fu candidato a sette Razzie Award, vincendo per il peggior film, Peggior attrice protagonista, peggior regista e Peggior sceneggiatura, ed è considerato uno dei film peggiori mai realizzati.

## Trama
Patience Phillips è una donna dal carattere timido e remissivo che lavora come disegnatrice di bozzetti per un'azienda di cosmetici; viene incaricata di disegnare la sua prima campagna grafica per il lancio di un'innovativa crema di bellezza, la Beau-line. Costretta dal disguido di un corriere a recarsi una sera dal suo capo George Hedare ai laboratori della ditta per la consegna del progetto, viene a sapere grazie a un colloquio tra un certo Slavinsky e lo stesso Hedare, che la crema miracolosa distrugge la pelle e può provocare anche la morte quando non venisse presa regolarmente. Terrorizzata dalla scoperta, decide di scappare per rendere pubblica la truffa, ma viene intercettata da due sentinelle a cui viene dato l'ordine di ucciderla; cerca di scappare dai condotti di scarico dello stabilimento, ma annega quando le guardie ne azionano lo scarico.
Patience è morta, ma il gatto dai poteri magici Midnight, che si aggirava nei dintorni della sua abitazione già nei giorni precedenti, le ridona la vita e assieme a essa agilità, forza e resistenza soprannaturali insieme a un carattere felino.
Risvegliatasi, Patience non si accorge subito del cambiamento, ma le sovviene il ricordo del gatto che alita su di lei per risvegliarla; scopre così dalla signora dove Midnight vive, la professoressa Ophelia Powers, che nel corso dei secoli il gatto ha scelto alcune donne meritevoli e predestinate alla morte per ridonare loro la vita e dei poteri felini, trasformandole in Donne-Gatto (Catwoman). Cosciente dei suoi nuovi poteri, Patience è decisa a vendicarsi dei suoi assassini.
La nuova Patience è divenuta più risoluta e, cambiato look, mette alla prova le sue abilità introducendosi in una gioielleria nel corso di una rapina: sgominata la banda di ladri, i quali per primi riferiranno ai media della donna gatto, si impossessa dei beni per poi restituirli in un momento di lucidità salvo una collana di diamanti con le cui pietre fabbrica degli artigli da felino. Sulla rapina indaga il detective Tom Lone, che aveva conosciuto Patience alcuni giorni prima chiedendole un appuntamento. Insospettito da alcuni comportamenti della ragazza e da alcune strane coincidenze, inizia a sospettare che la donna gatto di cui tanto si parla sia proprio lei.
Nel frattempo Laurel Hedare, moglie di George, uccide Slavinsky che sapeva della sua dipendenza dalla crema malefica, nonché il marito George per averla sempre sminuita e per le attenzioni che rivolge alla nuova testimonial della casa di bellezza; in tutto ciò fa ricadere la colpa su Patience/Catwoman, attirata con l'inganno sul luogo del delitto. In realtà è proprio Laurel a conoscere la verità ed è intenzionata a mettere la crema sul mercato: nel duello finale tra Catwoman e Laurel la seconda ha la peggio, precipitando dal grattacielo sede dell'azienda.
Infine Patience, che in realtà è stata arrestata la sera precedente da Tom e si è liberata segretamente dalla cella per combattere con Laurel, rientra in carcere volontariamente per avere un alibi; questo grazie allo stesso Tom, che ha capito l'identità segreta di Patience e la perfidia assassina di Laurel. Patience è liberata, ma preferisce allontanarsi da Tom perché si sente più sicura a fare una vita senza legami di alcun tipo.

## Colonna sonora
Originariamente il tema del film doveva essere Outrageous di Britney Spears, ma la cantante si ferì a un ginocchio mentre girava il video musicale e così venne sostituita dalle Mis-Teeq con Scandalous.

## Distribuzione
Il film è stato distribuito dalla Warner Bros. il 19 luglio 2004 negli USA e il 27 agosto 2004 in Italia.

## Accoglienza

### Incassi
Catwoman ha ricavato 40202379 $ in Nord America e 82102379 $ a livello globale, a fronte di un budget di 100 milioni di dollari.

### Critica
Il film ha ricevuto molte critiche negative da parte dei maggiori critici d'oltre oceano e non, venendo considerato uno dei peggiori film mai realizzati. Sul sito Rotten Tomatoes detiene un 9% di gradimento, basato su 195 recensioni e con un voto medio di 3,1/10. Il consenso critico del sito recita: "Halle Berry è il punto luminoso solitario, ma anche lei non riesce a salvare questo ridicolo thriller d'azione."
Su Metacritic il film detiene un punteggio di 27 su 100, basato sul parere di 35 critici. Il quotidiano International Business Times lo ha incluso nella lista dei 5 peggiori film di Hoolywood, ed è stato uno dei film più odiati dal critico Roger Ebert. Il film ha ricevuto una stella su cinque dal Morandini.

## Riconoscimenti
2004 - Razzie Awards
- Peggior film
- Peggior attrice protagonista: Halle Berry
- Peggior regista: Pitof
- Peggior sceneggiatura: Theresa Rebeck, John Brancato, Michael Ferris e John Rogers
- Candidatura per il Peggior attore non protagonista: Lambert Wilson
- Candidatura per la Peggior attrice non protagonista: Sharon Stone
- Candidatura per la Peggior coppia: Halle Berry e a scelta tra Benjamin Bratt o Sharon Stone

2004 - Bad Movie Awards
- Peggior regista: Pitof
- Peggior attrice: Halle Berry
- Peggior attrice non protagonista: Sharon Stone
- Effetti speciali meno "speciali"
- Peggior film
- Candidatura per la Peggior sceneggiatura: Theresa Rebeck, John Brancato, Michael Ferris e John Rogers
- Candidatura per il Tema musicale più invadente: Klaus Badelt

2005 - Taurus World Stunt Awards
- Candidatura per il Miglior Lavoro in Alto: Zoë Bell

2005 - Canadian Network of Makeup Artists Awards
- Miglior trucco: Jayne Dancose e Norma Hill-Patton

2005 - Dallas-Fort Worth Film Critics Association Awards
- Peggior film

2004 - Golden Schmoes Awards
- Peggior film dell'anno

2005 - Kids' Choice Awards
- Candidatura per l'Attrice cinematografica preferita: Halle Berry

## Altri media
La Electronic Arts ha pubblicato un videogioco basato sul film. La voce di Catwoman è di Halle Berry. La trama del videogioco si discosta un po' dalla trama del film. Anch'esso ha ricevuto recensioni negative.